# Mevesia arguta
Mevesia arguta là một loài tò vò trong họ Ichneumonidae.